# Saint Just (album)
Pour les articles homonymes, voir Saint-Just et Saint Just.
Albums de Saint Just
La Casa del Lago
Saint Just, sorti en 1973, est le premier album du groupe de rock progressif italien éponyme.

## Titres
1. Il Fiume Inondo (10:43)
2. Il riveglio (6:16)
3. Dolci Momenti (3:16)
4. Una Bambina (8:02)
5. Trister Peota di Corte (6:19)
6. Saint Just (3:58)

## Musiciens ayant participé à l'enregistrement
- Jane Sorrenti (chant)
- Antonio Verde (guitare classique, basse)
- Robert Fix (saxophone)
- Mario D'Amora (piano, orgue)
- Tony Esposito (batterie)
- Gianni Guarracino (guitare électrique)